# گابریلا تروشکا
گابریلا تروشکا (به انگلیسی: Gabriela Trușcă) ژیمناست زادهٔ ۱۵ اوت ۱۹۵۷ میلادی اهل کشور رومانی است.